# Comitè Olímpic Internacional
|  | «COI» redirigeix aquí. Vegeu-ne altres significats a «COI (desambiguació)». |

El Comitè Olímpic Internacional (COI) és una organització amb base a Lausana, Suïssa, creada per Pierre de Coubertin i Demetrios Vikelas el 23 de juny de 1894 per restablir els Jocs Olímpics de l'antigor que se celebraren a Grècia entre el 776 aC i el 396 dC.
El COI organitza els Jocs Olímpics: els Jocs de l'olimpíada (Jocs Olímpics d'Estiu) que se celebren durant el primer any d'una olimpíada, i els Jocs Olímpics d'Hivern que es fan durant el seu tercer any. Els primers Jocs de l'olimpíada de l'època moderna es van celebrar a Atenes, Grècia, el 1896. Els primers Jocs Olímpics d'hivern se celebraren a Chamonix, França, el 1924. L'any 2007 hi havia afiliats un total de 203 Comitès Olímpics Nacionals.

## Història
El COI va ser creat per Pierre de Coubertin el 23 de juny de 1894, i Demetrios Vikelas en va ser el seu primer president. A data de juny de 2017, està format per 95 membres actius, 41 membres honoraris, un president honorari (Jacques Rogge) i un membre d'honor (Henry Kissinger). El COI és l'autoritat suprema del moviment olímpic modern mundial.
El COI és l'òrgan organitzador dels moderns Jocs Olímpics i dels Jocs Olímpics de la Joventut, celebrats a l'estiu i a l'hivern, cada quatre anys. Els primers Jocs Olímpics d'Estiu organitzats pel COI es van celebrar a Atenes (Grècia) el 1896; i els primers Jocs Olímpics d'Hivern a Chamonix (França), el 1924. Fins al 1992, tant els Jocs Olímpics d'estiu com els d'hivern se celebraven el mateix any. A partir d'aquella data, el COI va moure els d'hivern perquè se celebressin dos anys després dels d'estiu, deixant temps per planificar els dos esdeveniments, i per millorar la balança financera del propi COI, que rebia molts més ingressos durant els anys olímpics. Els primers Jocs Olímpics de la Joventut es van celebrar el 2010 a Singapur, i els primers Jocs Olímpics de la Joventut d'hivern es van celebrar a Innsbruck el 2012.
El 2009, l'Assemblea General de les Nacions Unides va atorgar l'estatus d'Observador Permanent al COI. Aquesta decisió permetia al COI involucrar-se directament en l'agenda de les Nacions Unides i assistir a les reunions l'Assemblea General. Aquest fet possibilitava també la promoció de l'esport. A més, el 1993 l'Assemblea General va aprovar una resolució que solidificava la cooperació entre l'ONU i el COI, ressuscitant la Treva Olímpica, adoptant una resolució titulada “Construint un món pacífic i millor a través de l'esport i l'ideal olímpic,” que demanava als estats membres que observessin la Treva Olímpica abans de començar els jocs, i a cooperar amb el COI i el Comitè Paralímpic Internacional en els seus esforços per utilitzar l'esport com a eina de promoció de la pau, el diàleg i la reconciliació en àrees de conflicte en el transcurs i després dels Jocs Olímpics i Paralímpics.
Durant cada proclamació dels Jocs Olímpics, els anuncis es fan en diferents llengües, començant primer en francès i, després, traduint-se a l'anglès i a la llengua majoritària de l'estat hoste.

## Presidents del COI
| Núm. | Nom | Nom                             | Període                             | refs.       |
| ---- | --- | ------------------------------- | ----------------------------------- | ----------- |
| 1    |     | Dimítrios Vikelas               | 1894 - 1896                         |             |
| 2    |     | Pierre de Coubertin             | 1896 - 1925                         |             |
| 3    |     | Henri de Baillet-Latour         | 1925 - 1942                         |             |
| 4    |     | Johannes Sigfrid Edström        | 1946 - 1952                         |             |
| 5    |     | Avery Brundage                  | 1952 - 1972                         |             |
| 6    |     | Michael Morris Killanin         | 1972 - 1980                         |             |
| 7    |     | Joan Antoni Samaranch i Torelló | 1980 - 2001                         |             |
| 8    |     | Jacques Rogge                   | 2001 - 10 de setembre de 2013       |             |
| 9    |     | Thomas Bach                     | 10 de setembre de 2013 - actualitat | [ 5 ] [ 6 ] |
| 9    |     | Kirsty Coventry                 | A partir del 23 de juny de 2025     | [ 7 ]       |

### Congressos del COI
En els congressos, 13 en la seua totalitat, celebrats en períodes irregulars, es tracta sobre temes d'importància referents al moviment olímpic internacional en eixe moment; a més s'exposa, discuteix i conclou sobre el nivell i historial olímpics assolits fins a eixe llavors i la seua projecció al futur.
La primera d'aquestes reunions es realitzà en París en l'any 1894, la més recent fou a Buenos Aires, Argentina, el 2013 (125a sessió).

### Sessions del COI
Les Sessions del COI són generalment reunions de membres del COI on es posa a votació qüestions o accions a prendre referents al moviment olímpic. És l'òrgan suprem del COI i les seues decisions són finals. Cada membre del COI té dret a vot.
Una sessió ordinària s'efectua una vegada a l'any. En cas d'emergència o de resoldre punts encara pendents, es pot cridar a una sessió extraordinària en conveniència amb el President del *COI o per petició escrita d'almenys les dues terceres parts dels membres.
Les activitats més importants realitzades en les sessions són, entre altres:
- Adaptar o modificar la Carta Olímpica.
- Triar els membres del Comitè Olímpic, el President Honorari, membres honoraris i membres d'honor.
- Triar el President, Vicepresident i tots els altres membres del Cos Executiu.
- Triar la ciutat seu dels Jocs Olímpics.
- Determinar quins esports formaran part del calendari olímpic i quins no.

El Comitè Olímpic Internacional (COI) va anunciar la suspensió del Comitè Olímpic Rus (COR) el 12 d'octubre de 2023 amb efectes immediats i fins a nou avís, degut a la inclusió per part del COR de les regions ucraïneses annexades (Donetsk, Luhansk, kherson i Zaporíjia). La suspensió es va produir durant les reunions preparatòries de la seva 141a sessió a Bombai, que s'havia de produir durant entre els dies 15 i 17 d'octubre. Va remarcar tanmateix que segueix reservant-se la decisió última de permetre la participació, sota bandera neutral, d'esportistes russos i belarussos als Jocs Olímpics d'Estiu de 2024 de París i els d'hivern de 2026 de Milano Cortina.